# Dům snů
Dům snů je česká reality show TV Nova. Soutěží se o dům za 13 miliónů, který si soutěžící sami postaví. Soutěží 10 párů (Romana a Antonín, Lucie a Jan, Dana a Robert, Ivana a Radek, Helena a Jiří, Dana a Jan, Martina a Filip, Lenka a Aleš, Iva a Lukáš, Zuzana a Ondřej), které postupně vypadávají.

## Dům
Dům který si soutěžící staví je nízkoenergetická dřevostavba se zelenou střechou. Soutěžící se často hádájí o vzhled domu. Cena domu je 10.000.000 Kč

## Vítěz
O vítězi rozhodli v přímém přenosu diváci. V něm byly zbývající dva páry (Dana a Robert, Dana a Jan), z nichž vyhráli Dana a Jan.